# Santa Cruz (gitaar)

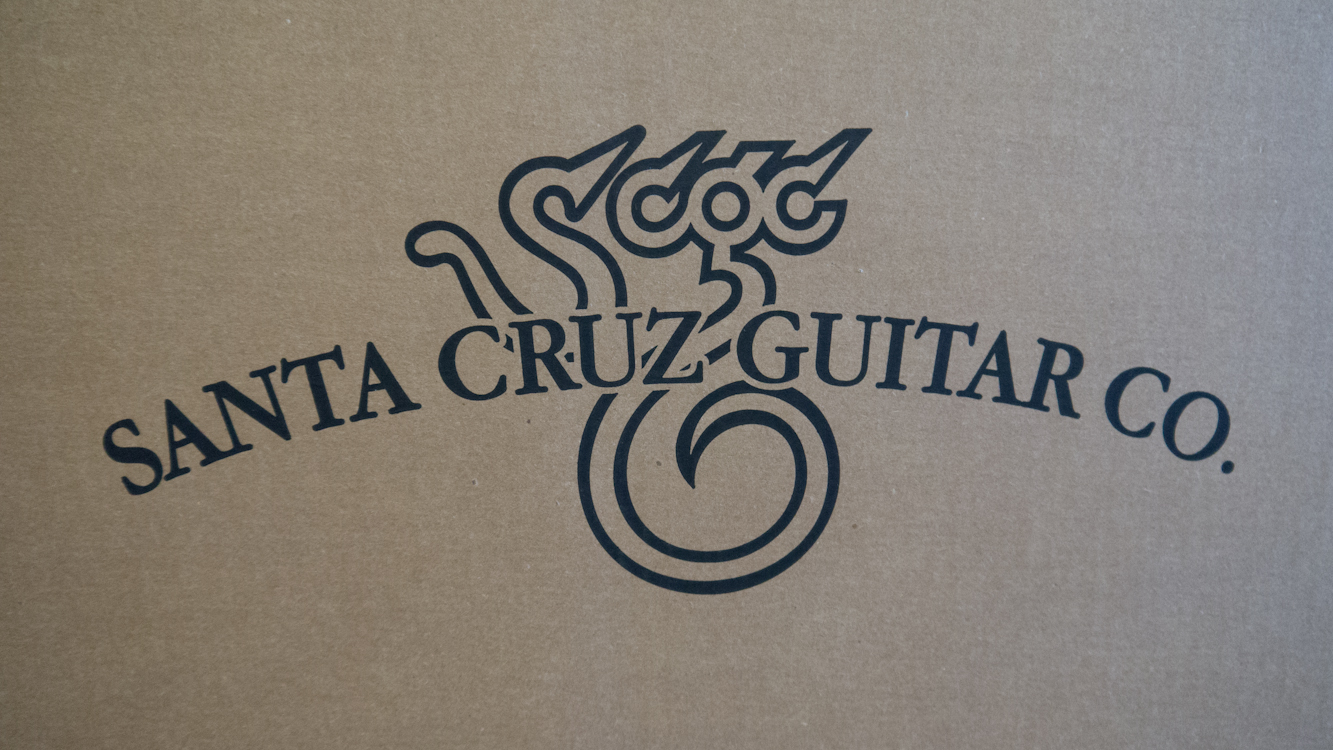
Logo

Santa Cruz is een merk van gitaren, voornamelijk gespecialiseerd in staalsnarige gitaren. De oprichter van Santa Cruz Guitar Company is Richard Hoover, die in 1972 gitaren en mandolines begon te bouwen. Vanaf 1976 concentreerde hij zich op staalsnarige gitaren. Inmiddels produceert zijn bedrijf zo'n 800 gitaren per jaar, waarvan de helft maatwerk is.
Santa Cruz gebruikt als houtsoorten voornamelijk palissander (Indian Rosewood), mahonie en spar (zowel de schaarse Duitse spar als de Canadese Sitka). Voor de jazz-modellen gebruikt het ook esdoorn. De werkwijze en kwaliteit van Santa Cruz-gitaren resulteert in een hoge prijszetting, met standaardmodellen tussen 4000 en 6000 euro.

## Muzikanten
- Milow, gebruikt de Santa Cruz D als vaste concertgitaar
- Janis Ian, heeft een eigen "signature-model" bij dit merk
- Ernst Jansz
- Ilse Delange
- Paskal Jakobsen